# چاگاروتار
چاگاروتار (به لاتین: Chagarotar) یک منطقهٔ مسکونی در روسیه است که در داغستان واقع شده‌است.